# Henriette Wagner
Henriette Wagner (* 25. Dezember 1883 als Henriette Becker in Saarbrücken; † 24. Februar 1943 in Stuttgart) war eine deutsche kommunistische Widerstandskämpferin gegen den NS-Staat.

## Leben
Henriette heiratete 1907 den Schneider Karl Wagner; 1909 zog das Ehepaar von Metz nach Mannheim, wo 1913 und 1921 die beiden Kinder Irma und Heinz zur Welt kamen. Früh interessierte sich Henriette Wagner für soziale und politische Fragen. Nach der Novemberrevolution trat sie in die Kommunistische Partei Deutschlands (KPD) ein. Für diese war sie viele Jahre Stadtverordnete im Mannheimer Stadtrat.
Als nach der Machtübertragung an die NSDAP 1933 Funktionsträger der KPD verfolgt wurden, fand sie zeitweise bei dem strafversetzten stellvertretenden Direktor des Mannheimer Arbeitsamts und Zentrumsmitglied August Kuhn Unterschlupf. Sie war bereits in den Anfangsjahren der Diktatur für den Widerstand tätig und versteckte auch selbst Verfolgte.
Wegen ihrer Verbindung zur Lechleiter-Widerstandsgruppe wurde sie 1942 verhaftet und zusammen mit vier anderen der Gruppe im Oktober wegen „Verbreitung staatsgefährdender Schriften“ vom Volksgerichtshof zum Tode verurteilt. Am 24. Februar 1943 wurde sie im Landgericht Stuttgart mit dem Fallbeil hingerichtet.
Der Wunsch, ihren Sohn vor ihrer Hinrichtung noch einmal zu sehen, wurde ihr verwehrt.

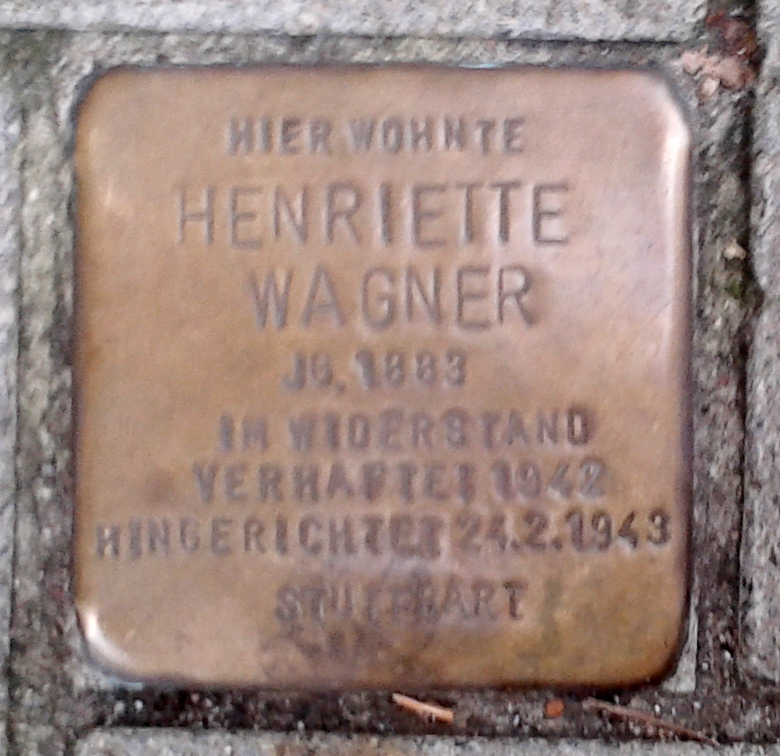
Stolperstein

## Erinnerung
Am 7. Mai 2007 wurde vor ihrem ehemaligen Wohnhaus Heinrich-Lanz-Straße 28 in der Mannheimer Schwetzingerstadt durch den Aktionskünstler Gunter Demnig ein Stolperstein verlegt, den die Mannheimer Gruppe der VVN – Bund der Antifaschisten initiiert hatte.